# Parc national d'Oka
Le parc national d'Oka est un parc national du Québec (Canada) situé près du village d'Oka, sur la rive nord du lac des Deux Montagnes.
Le parc est géré par le gouvernement québécois à travers la Société des établissements de plein air du Québec (SÉPAQ).

## Histoire
Avant le 21 juin 1990, ce parc était connu sous le nom de parc Paul-Sauvé, nommé d'après Paul Sauvé, ancien premier ministre du Québec et politicien bien connu dans la région de Deux-Montagnes. Le parc abrite l'une des plus grandes héronnières au Québec ainsi que le site historique du calvaire d'Oka.

## Géographie
Le parc a une superficie de 23,7 km2. Il est situé sur les territoires des municipalités d'Oka, de Saint-Joseph-du-Lac et de Pointe-Calumet, qui sont tous dans la municipalité régionale de comté de Deux-Montagnes et dans la région des Laurentides.
Le parc comprend entre autres les plages et marais situés au nord du lac des Deux Montagnes ainsi que plusieurs sentiers de randonnée pédestre, de vélo de montagne, et de raquette.
Le parc est traversé par la route 344 et est aussi accessible par l'autoroute 640.

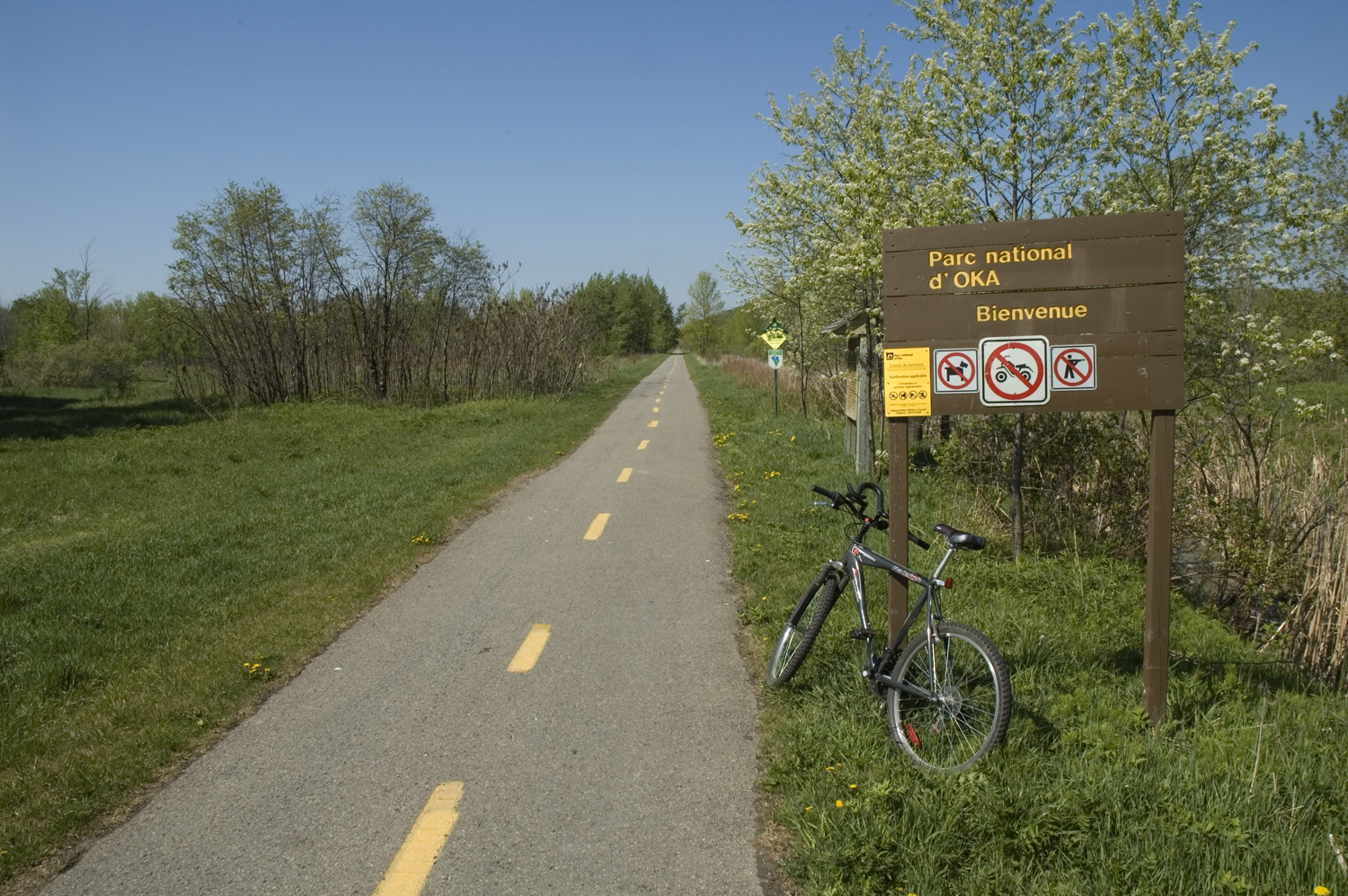
L'entrée du parc d'Oka par la piste cyclable côté est
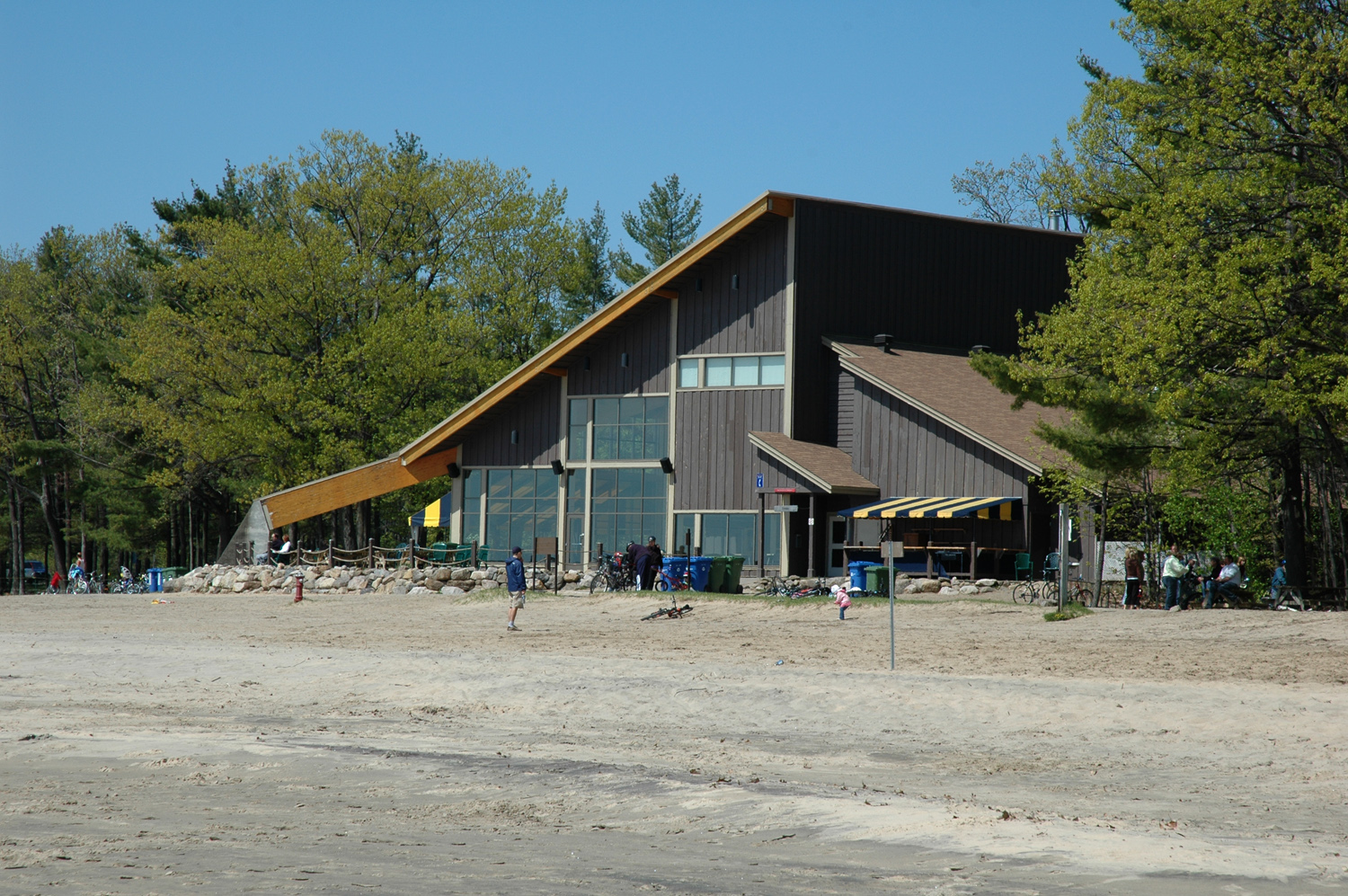
Restaurant sur la plage principale, Le Littoral
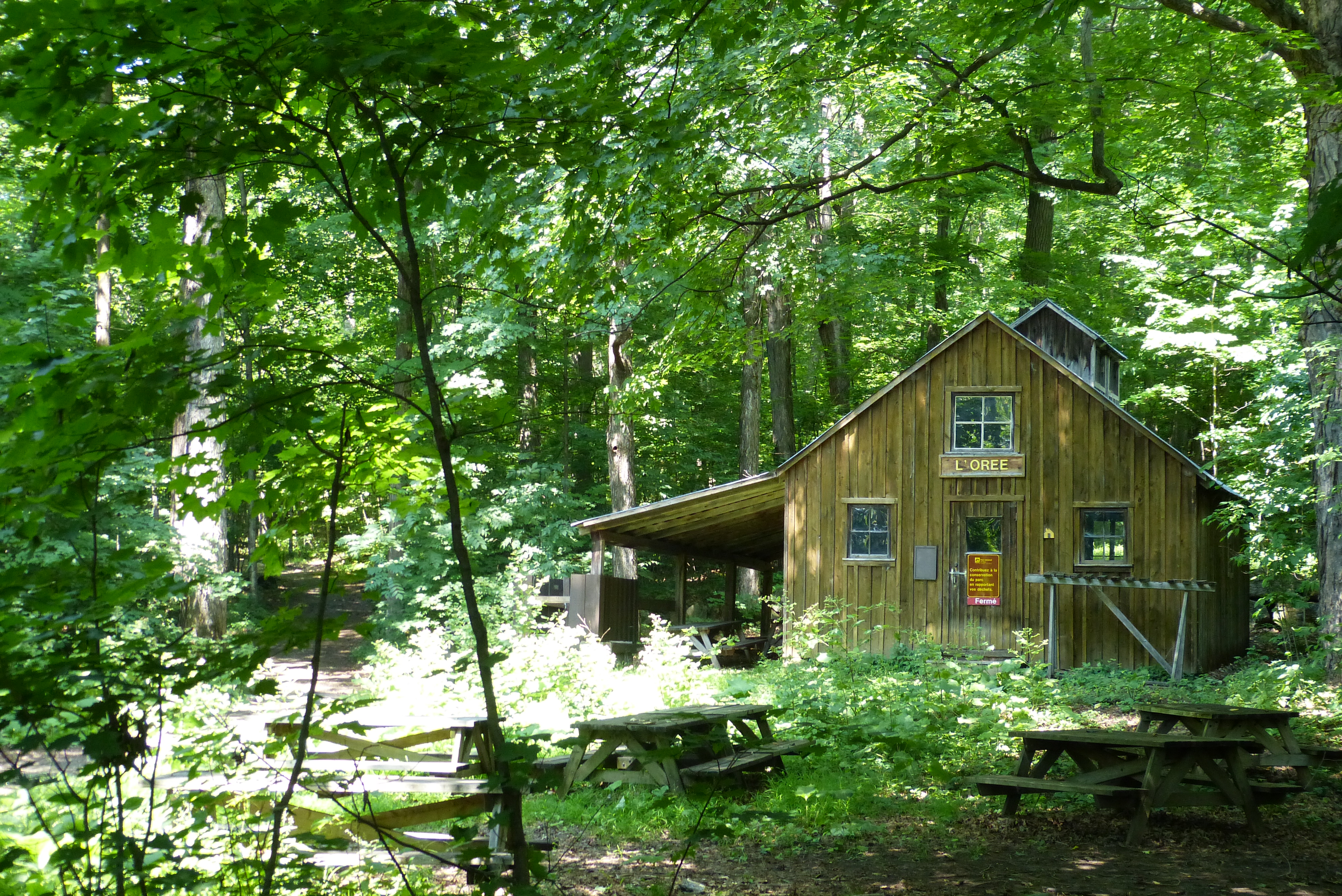
Abri L'Orée

## Attraits

### Calvaire d'Oka
Le Calvaire d'Oka a d'abord été conçu par les Sulpiciens de la mission du Lac-des-Deux-Montagnes dans le but d'évangéliser les amérindiens. Il a été construit entre 1740 et 1742 sur la colline d'Oka avec l'aide des amérindiens. Il s'agit d'un chemin de croix comportant sept stations. À chaque station, un édicule dont les murs sont constitués de moellons abritait à l'origine un tableau sur toile. Étant donné les rigueurs du climat, chaque tableau est remplacé, en 1775, par un bas-relief en bois sculpté par l'artiste François Guernon, dit Belleville.
Le calvaire est déserté par les amérindiens à partir de 1877 mais devient un lieu de pèlerinage pour les catholiques non autochtones, jusque dans les années 1970 où il sera oublié. Deux des sept reliefs sont partiellement détruits à cette époque. En 2011, la fabrique de la paroisse de l'Annonciation d'Oka, propriétaire du calvaire, décide de vendre les sept reliefs pour pouvoir effectuer des réparations à l'église. La ministre de la Culture ne recommande pas l'achat des œuvres par le gouvernement. Elles sont finalement acquises par le Musée de la civilisation, restaurées puis remises à la paroisse,.
Les sept stations :
- L'agonie au jardin des oliviers
- L'Ecce Homo
- La crucifixion
- La déposition de croix
- La flagellation
- La rencontre avec sainte Véronique
- Le crucifiement[8]

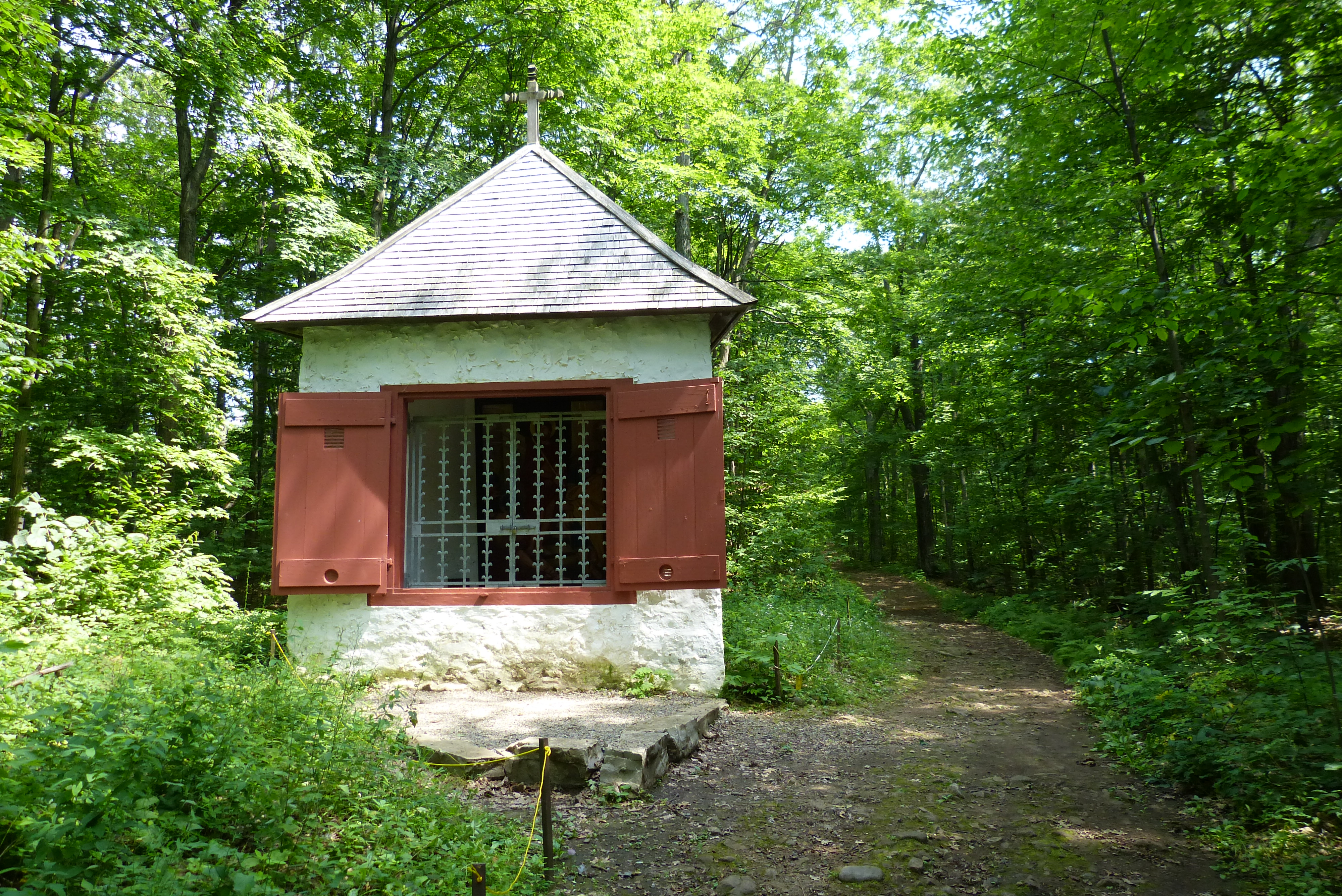
Oratoire sur le chemin du Calvaire d'Oka
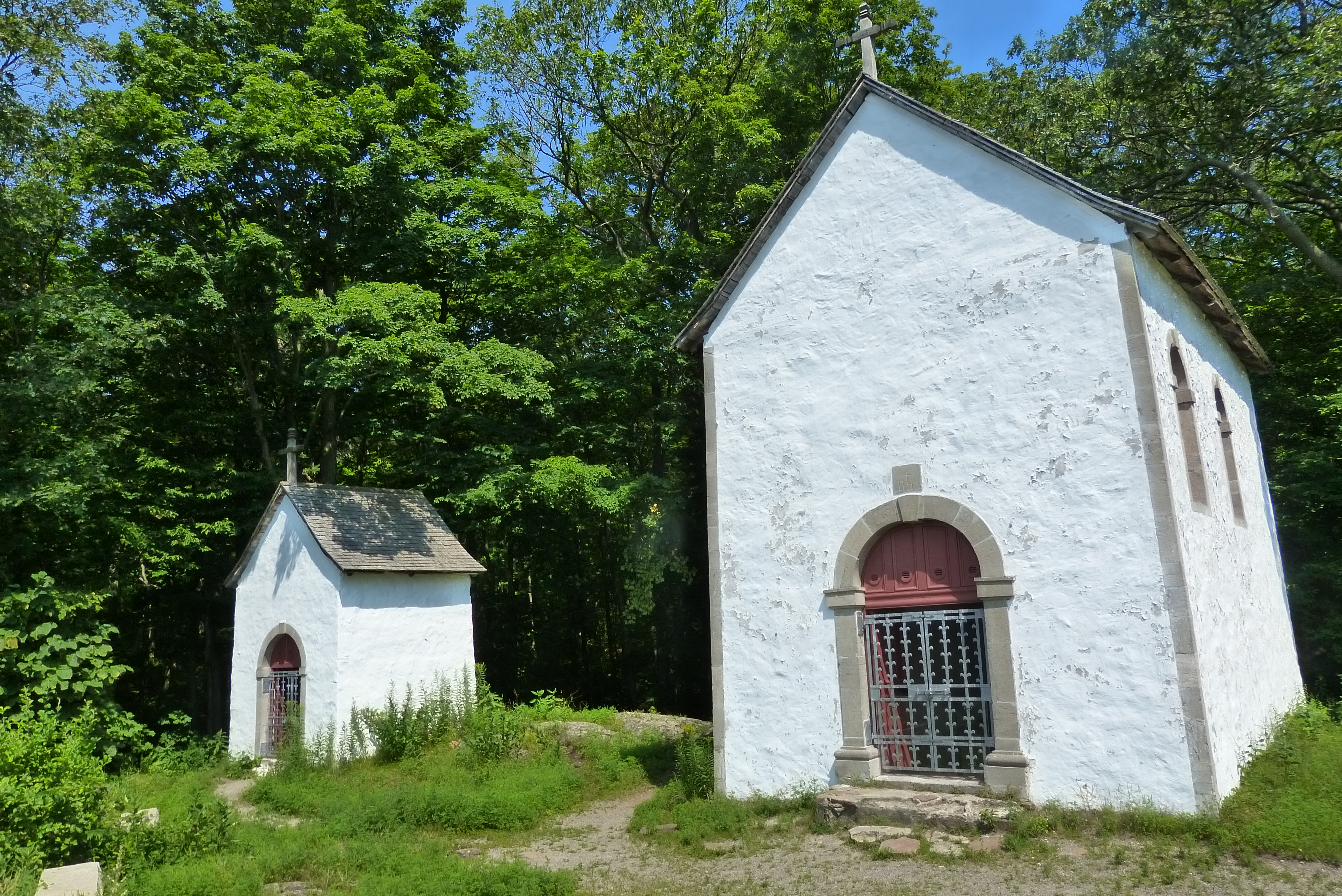
Deux des trois chapelles au sommet du Calvaire
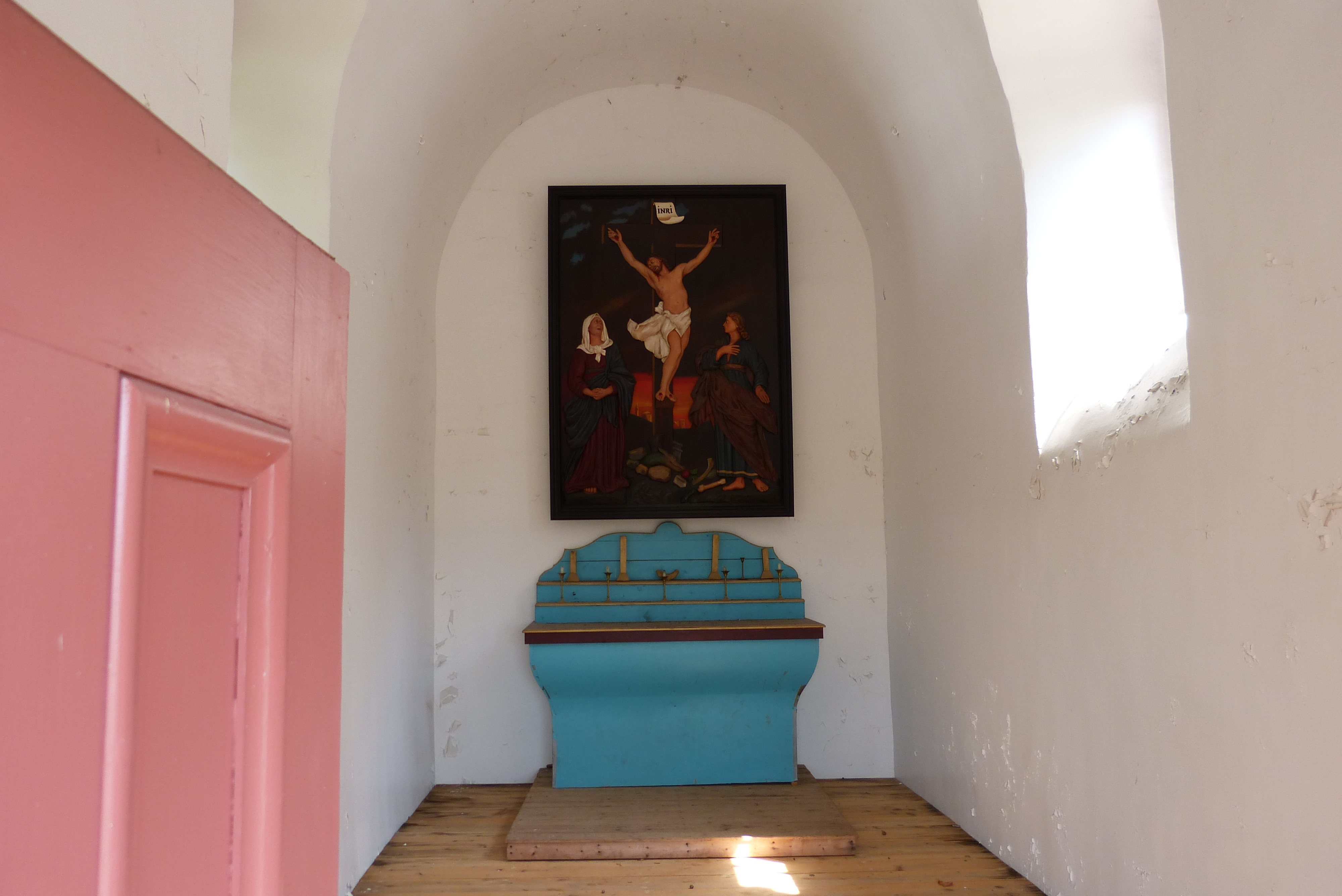
Vue intérieure d'une des chapelles La Crucifixion
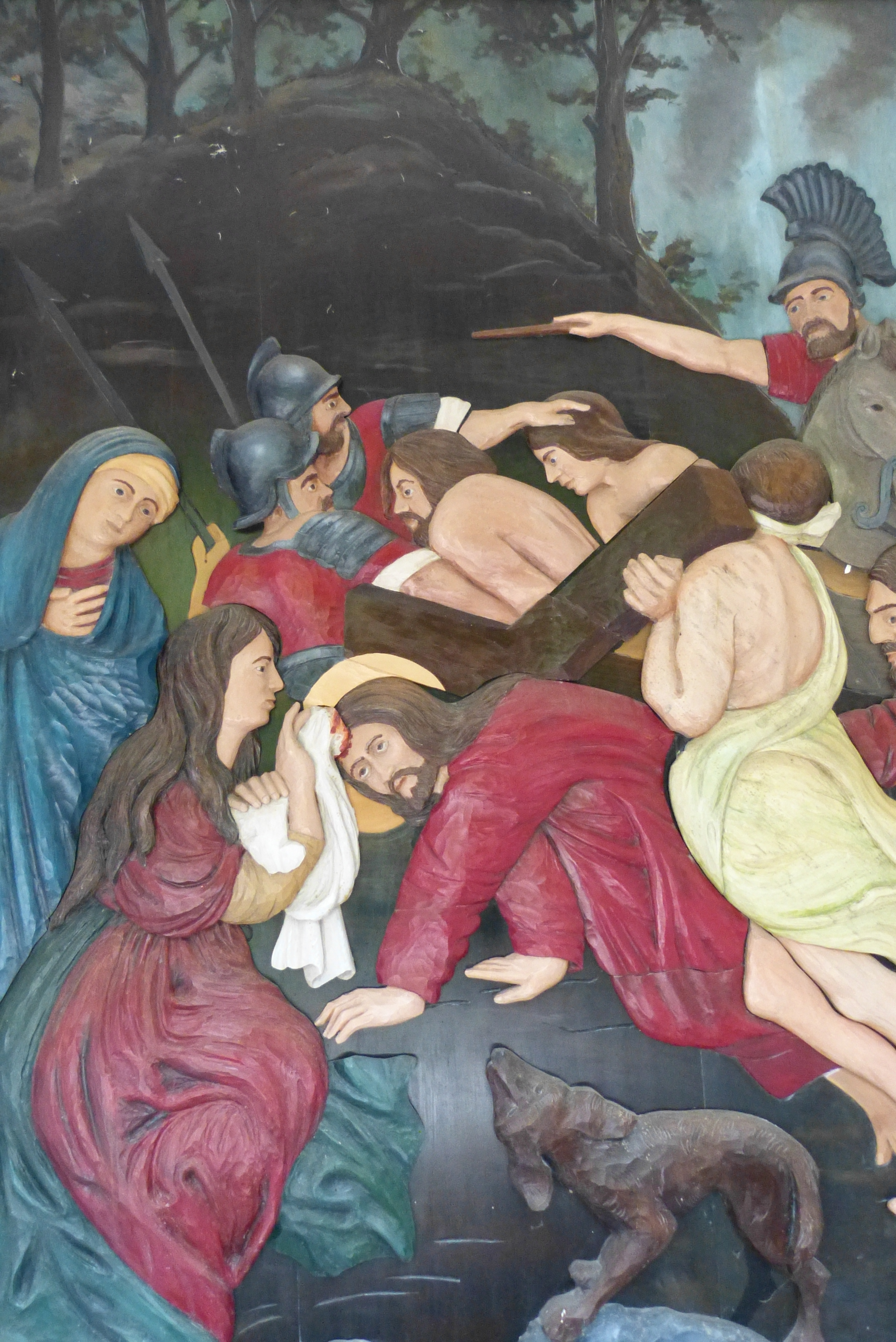
La rencontre de sainte Véronique